# WL4 (sovvagn)

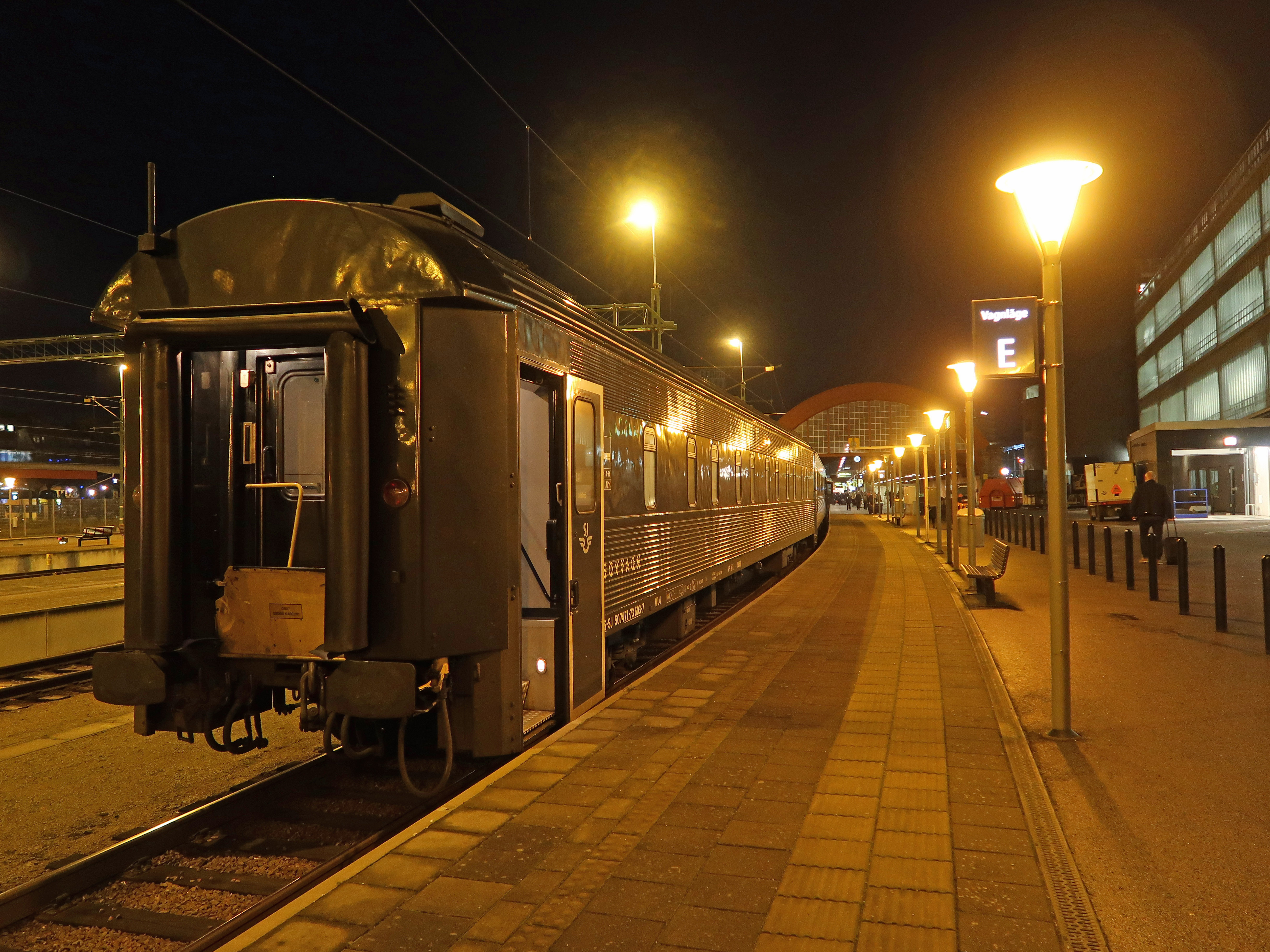
SJ WL4 5603 på Malmö C

WL4 är en svensk första klass sovvagn tillverkad av Kockums mellan 1990 och 1992. Vagntypen används på SJ:s nattågslinjer samt på den av Trafikverket upphandlade linjen Stockholm-Luleå/Narvik. Vagnarna har 11 sovkupéer med vardera två sängar, varav en kupé är handikappanpassad. Samtliga kupéer har hög standard med dusch, toalett och luftkonditionering. En vagn, 5585, slopades efter en urspårning i Stöde år 2012.
SJ:s vagnar genomgick en enklare renovering 2010-2011, där de fick ny utvändig målning i SJ:s nya svarta design, samt nya golvmattor och tyger invändigt. Trafikverkets vagnar genomgick en liknande renovering 2007-2008, men dessa fick en annan design. Under 2020-2022 fick SJs vagnar en lättare uppfräschning och installation av rullstolslyft.

## Ägare och användning
- SJ AB 5586-5606 (21 st). Används på samtliga SJ:s nattågslinjer utom linjen Stockholm-Berlin
- Trafikverket 5580-5584 (5 st). Vagnarna används på den av Trafikverket upphandlade linjen Stockholm-Luleå/Narvik. Även SJ-vagnar kan förekomma på denna linje.

Trafikverkets vagnar ägdes fram till 31 december 2012 av affärsverket Statens Järnvägar. 